# Supernova 1604
Die Supernova 1604 (SN1604), auch Keplers Supernova oder Keplers Stern genannt, war eine galaktische Supernova, die im Jahr 1604 in etwa 6.000 Parsec (20.000 Lichtjahren) Entfernung im Sternbild Schlangenträger (Ophiuchus) erschien. Mit einer scheinbaren Helligkeit von −2,5 mag war sie der hellste Stern am Nachthimmel. Sie war die bislang letzte Supernova, die in der Milchstraße beim Ausbruch beobachtet wurde. Es handelte sich dabei um eine thermonukleare Supernova vom Typ Ia.

## Geschichte

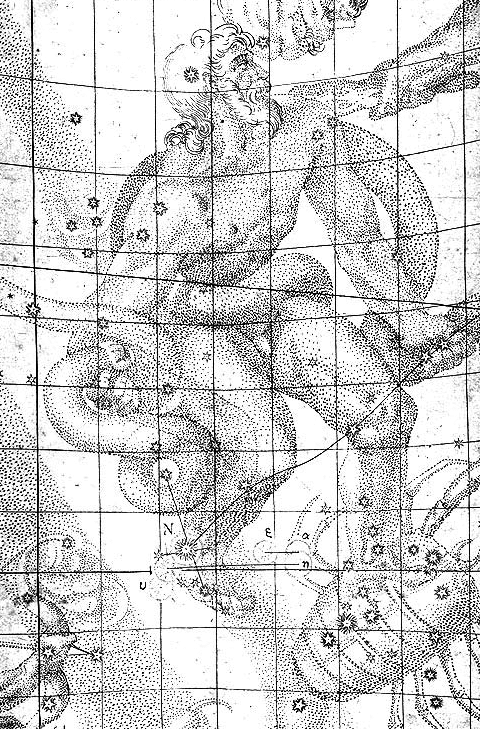
Illustration aus De Stella nova in pede Serpentarii von 1606, die die Position „N“ der Supernova im Fuß des Schlangenträgers angibt

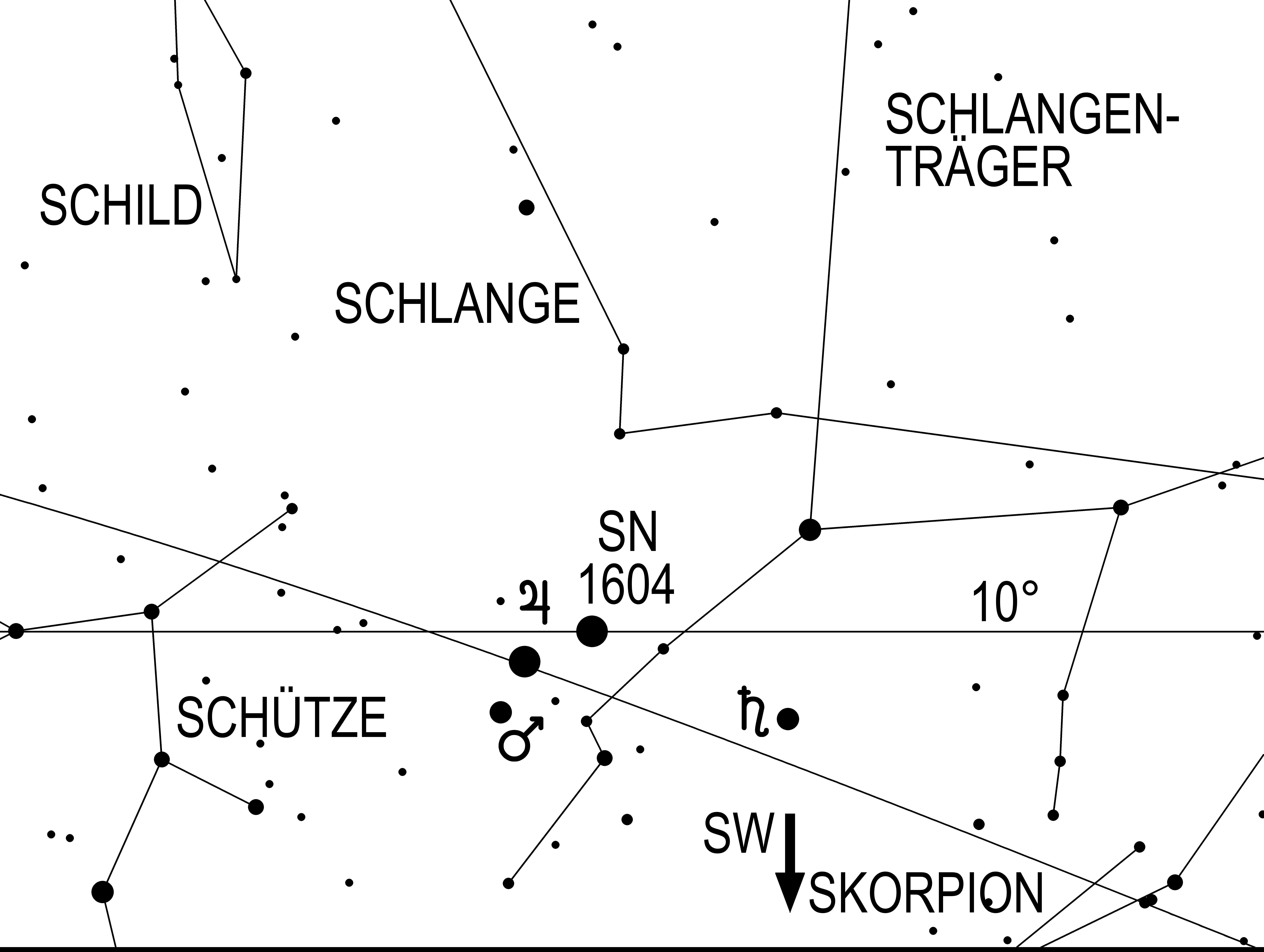
Rekonstruktion des Anblicks des südwestlichen Sternenhimmels für den 9. Oktober 1604, den Tag, an dem erstmals die Supernova 1604 gesichtet wurde

Die Supernova wurde erstmals am 9. Oktober 1604 von Ilario Altobelli in Verona und von Raffaello Gualterotti in Florenz beobachtet. Am 10. Oktober beobachteten sie Baldassare Capra, Simon Marius und Camillo Sasso in Padua.
Zeitgleich am 10. Oktober wurde die Supernova auch in China entdeckt, einige Tage später in Korea, wobei die chinesischen und koreanischen Astronomen detaillierte Aufzeichnungen ihrer systematischen Beobachtungen des Phänomens über fast ein Jahr hinterließen.
Der Astronom Johannes Kepler beobachtete die Supernova erstmals am 17. Oktober und verfasste im Anschluss an das Auftreten und Vergehen der Nova zuerst eine knappe, auf Deutsch verfasste Schrift zur Erklärung des Phänomens (Gründtlicher Bericht Von einem ungewohnlichen Newen Stern, fünf Ausgaben 1604 und 1605 in Prag, Straßburg und Amberg). In seinem Buch De Stella nova in pede Serpentarii („Über den neuen Stern im Fuß des Schlangenträgers“, Prag und Frankfurt am Main 1606), verfasste Kepler kurz darauf eine weitere, nun in Latein gehaltene ausführliche Untersuchung des Phänomens, die auch der Grund dafür wurde, dass das Objekt, obwohl Kepler es nicht als Erster entdeckt hatte, zu guter Letzt nach ihm benannt wurde.
Galileo Galilei schließlich, damals Professor an der Universität Padua, sah die Supernova zum ersten Mal erst am 28. Oktober, woraufhin er des großen allgemeinen Interesses wegen drei öffentliche Vorlesungen zu dem Phänomen hielt.
Anfänglich so hell wie der Mars, war der „neue Stern“ mit einem geschätzten Maximum von −2,5 mag nach wenigen Tagen sogar heller als der Jupiter, der der Erde gerade sehr nahe stand. Ab November 1604 war die Supernova jedoch in der Dämmerung nicht mehr sichtbar, und als sie im Januar 1605 wieder am Nachthimmel erschien, war sie dabei immer noch heller als Antares. Letztmals beobachtete Kepler sie am 8. Oktober 1605 – alles in allem war sie also ziemlich genau ein ganzes Jahr lang zu sehen.

## Die Natur des Objektes
Die Supernova 1604 rief großes Interesse hervor, weil sie mit einer Konjunktion von Mars und Jupiter in der Nachbarschaft von Saturn zusammenfiel, die für den 8. Oktober 1604 berechnet worden war. Die Supernova wurde daher auch von vielen als Produkt dieser Konjunktion betrachtet. Beobachtungen in Italien und Nordeuropa legten aufgrund der fehlenden Parallaxe nahe, dass es sich, wie schon bei der nur 32 Jahre vorher beobachteten Supernova von 1572, um ein Objekt jenseits des Mondes handeln musste. Das Erscheinen eines weiteren neuen Himmelskörpers jenseits der Mondbahn erschütterte endgültig den Glauben an die aristotelische Kosmologie, wonach die Sphären der Planeten und Fixsterne unveränderlich waren.
Aufgrund der aus den historischen Daten rekonstruierten Lichtkurve weiß man heute, dass es sich um eine Supernova vom Typ Ia gehandelt haben muss.

## Der Supernovaüberrest

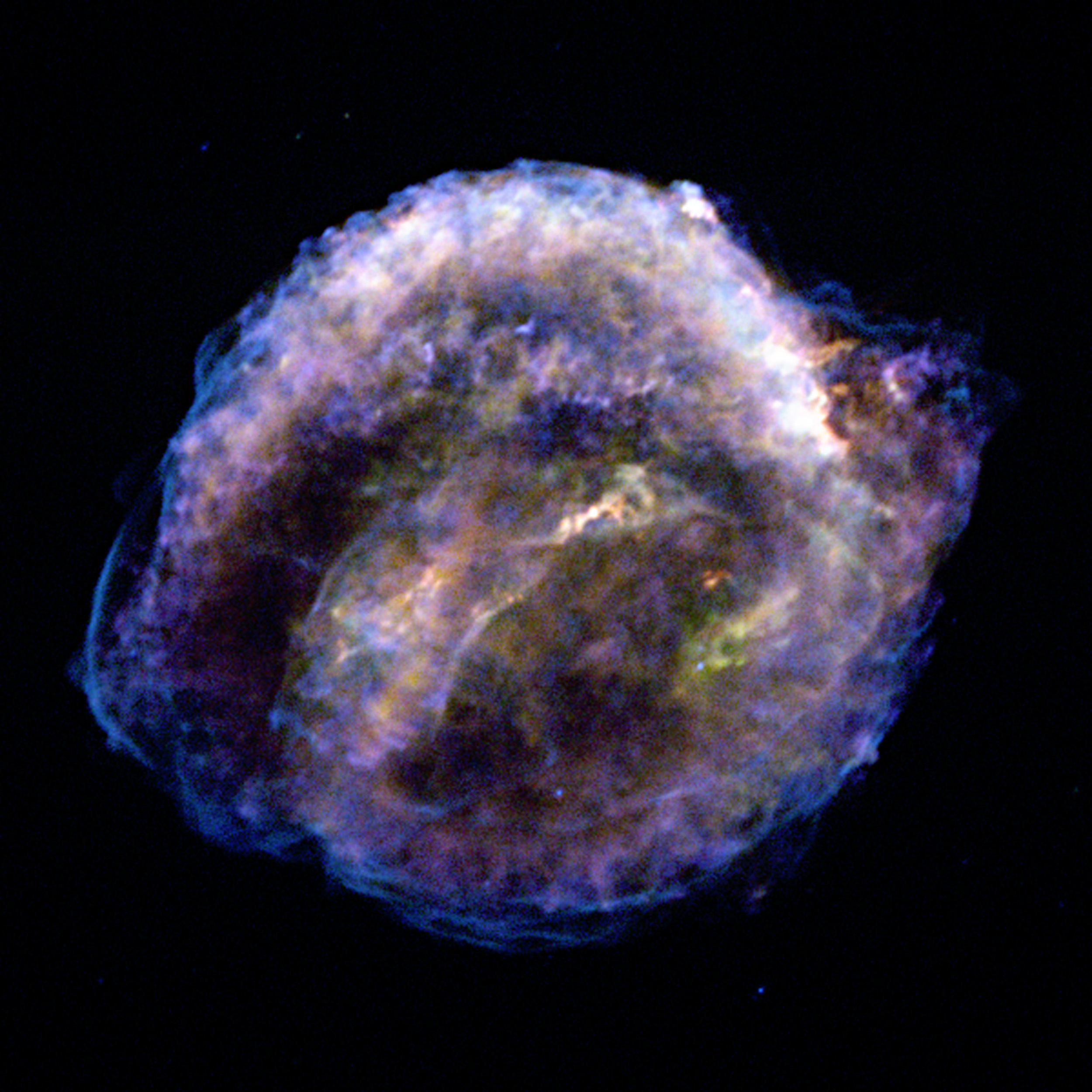
Darstellung von SN 1604 des Chandra X-ray Observatory

Im Jahr 1941 wurde mit dem 100-Zoll-Teleskop des Mount-Wilson-Observatoriums an der erwarteten Stelle ein schwacher Nebel mit einer Helligkeit von rund 19 mag entdeckt, wobei es sich um den Überrest der Supernova von 1604 handelt. Im sichtbaren Licht sind nur einige Filamente zu sehen, der Supernovaüberrest ist aber eine starke Radioquelle. Der Durchmesser beträgt rund 4 Bogenminuten. Die Entfernung des Objektes ist nicht genau bekannt und liegt je nach zugrunde gelegtem Modell zwischen 3 und mehr als 7 kpc (10.000 bis 23.000 Lichtjahre).